# Великокамышевахский сельский совет (Харьковская область)
Великокамышева́хский либо Больше-Камышева́хский се́льский сове́т входил до 2020 года в состав Барвенковского района Харьковской области Украины.
Административный центр сельского совета находился в селе Великая Камышеваха.

## История
- 1927 — дата образования Больше-Камышевахского сельского Совета депутатов трудящихся в составе Барвенковского района Изюмского округа Украинской Советской Социалистической Республики .
- С 1932 года — в Харьковской области УССР.
- 17 июля 2020 года Барвенковский район ликвидирован.

## Населённые пункты совета
- село Вели́кая (Больша́я) Камышева́ха
- село Барабашо́вка